# Suíça nos Jogos Olímpicos de Inverno de 2010

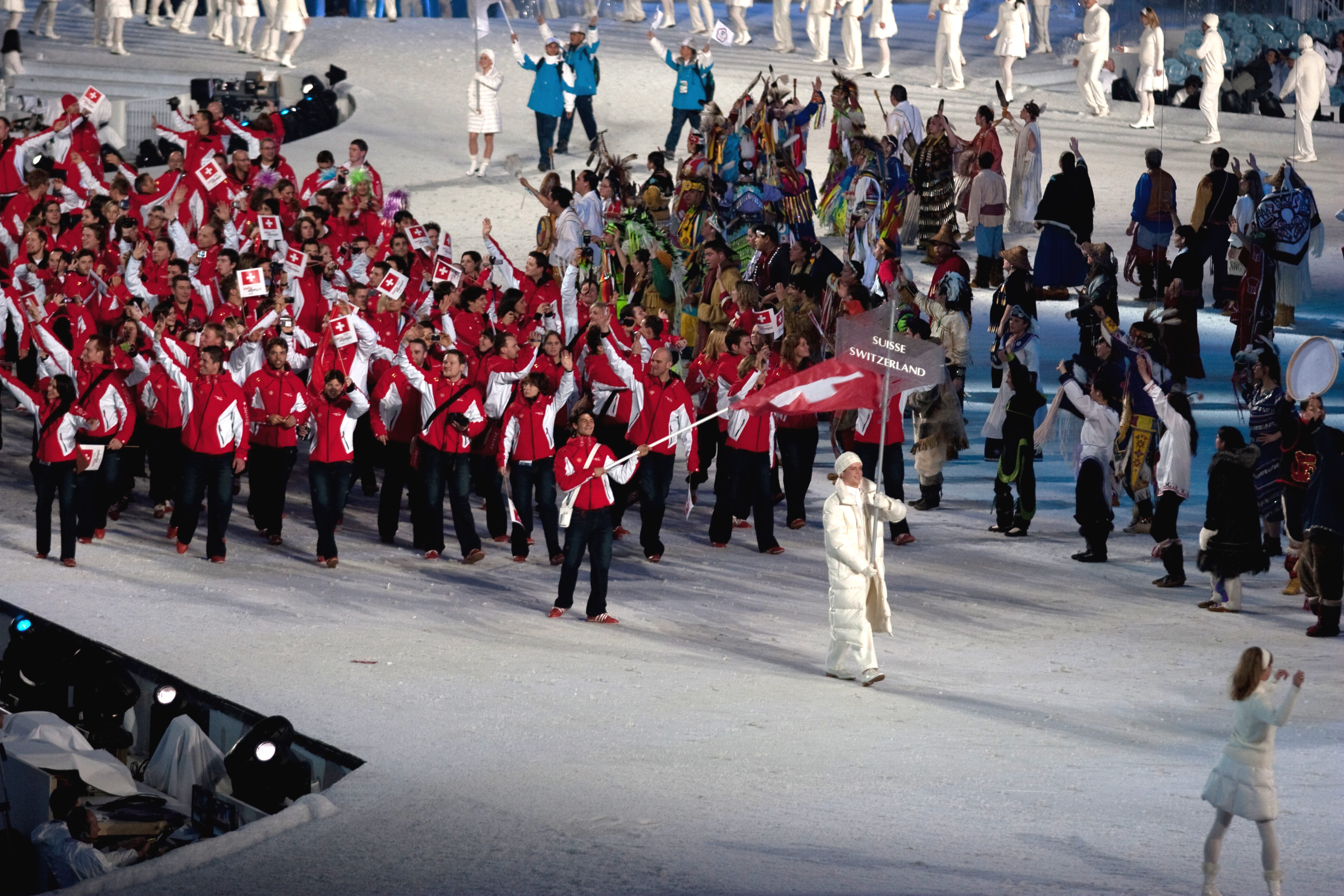
Delegação suíça durante a cerimônia de abertura.

A Suíça participou dos Jogos Olímpicos de Inverno de 2010, realizados em Vancouver, no Canadá. O país esteve em todas as edições de Jogos Olímpicos de Inverno já realizadas.
Simon Ammann conquistou a primeira medalha de ouro dos Jogos no salto de esqui individual em pista curta com a marca de 276,5 pontos.

### 

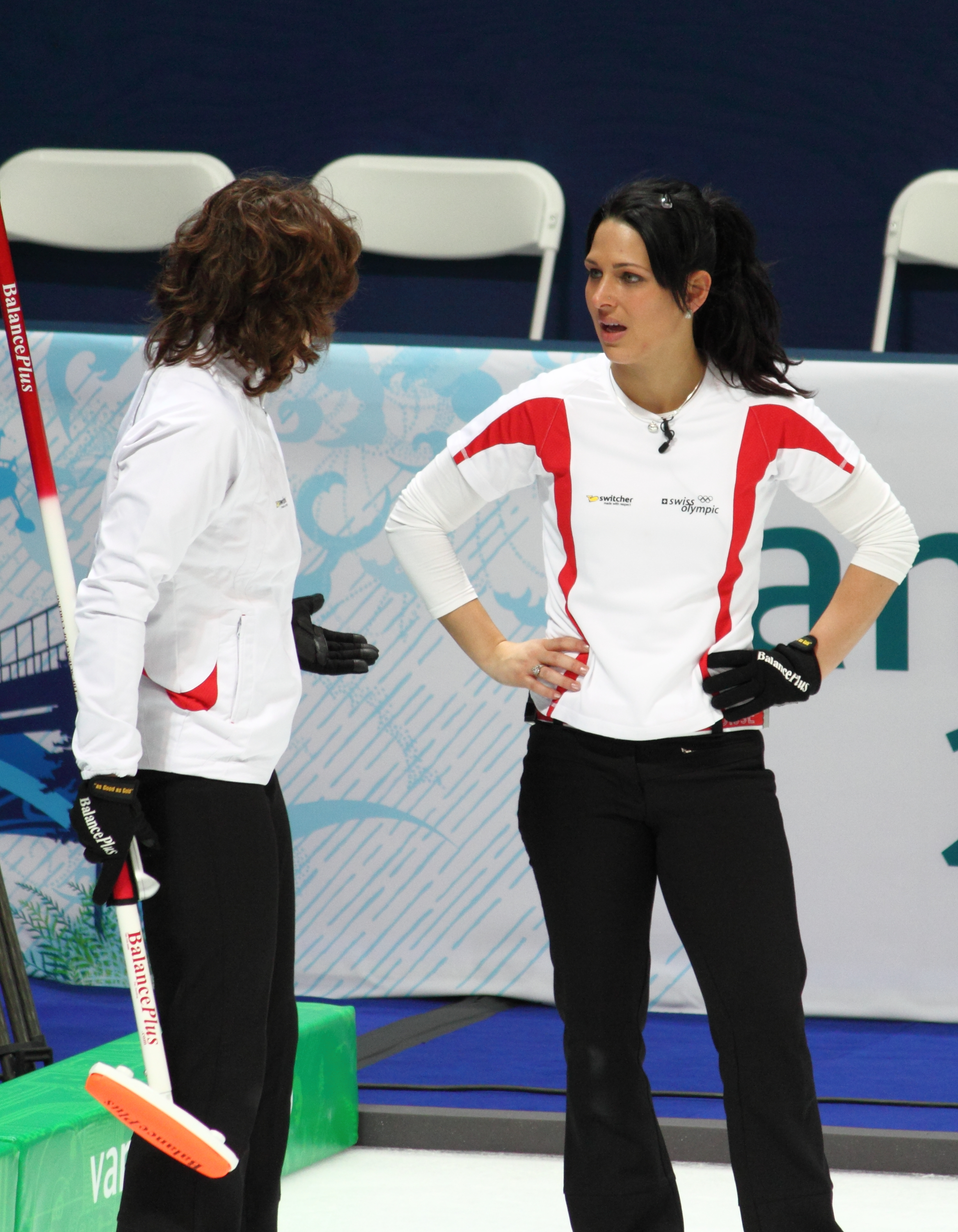
Mirjam Ott e Carmen Schäfer discutem uma estratégia durante os Jogos.

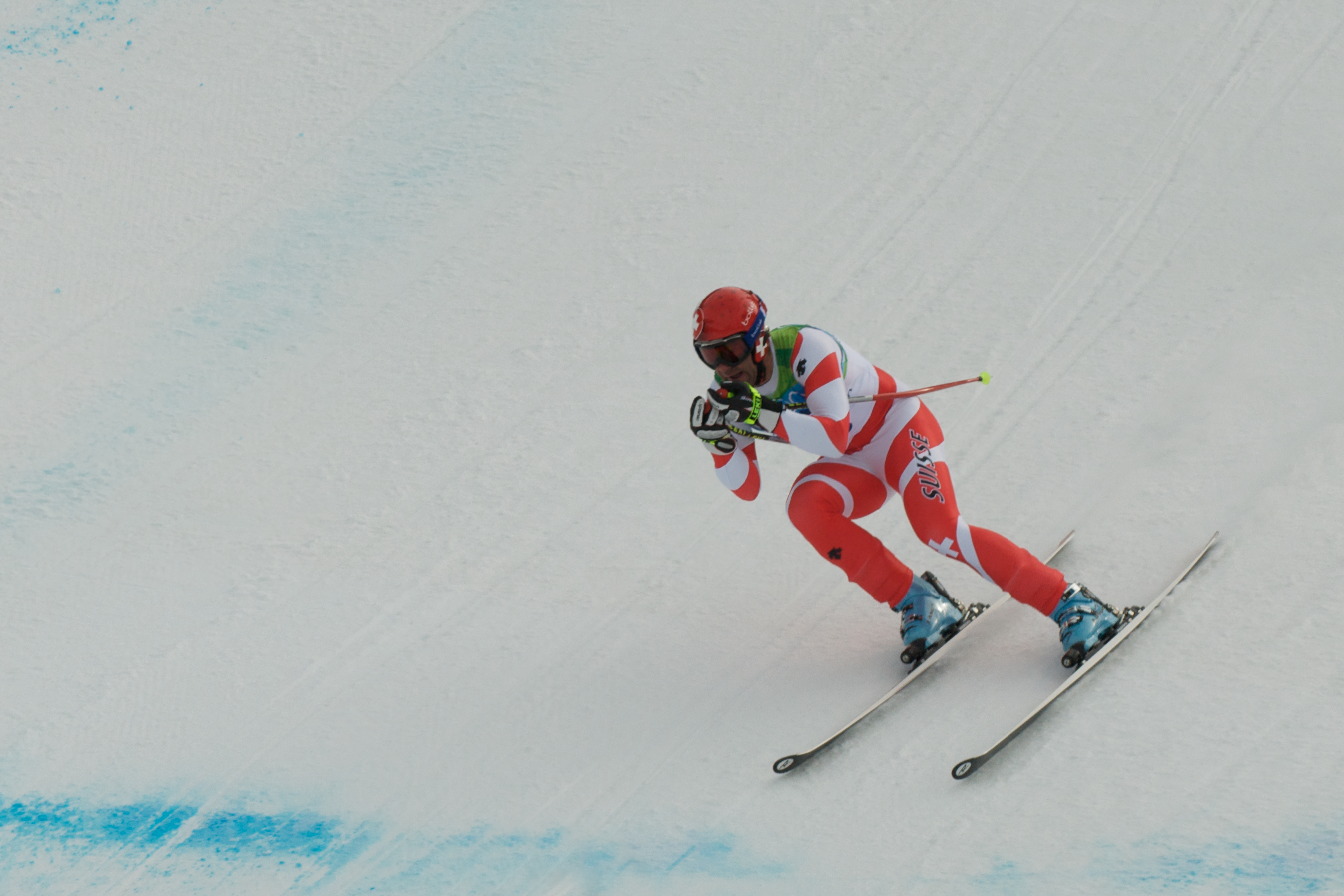
Didier Défago na descida do downhill que lhe rendeu a medalha de ouro.

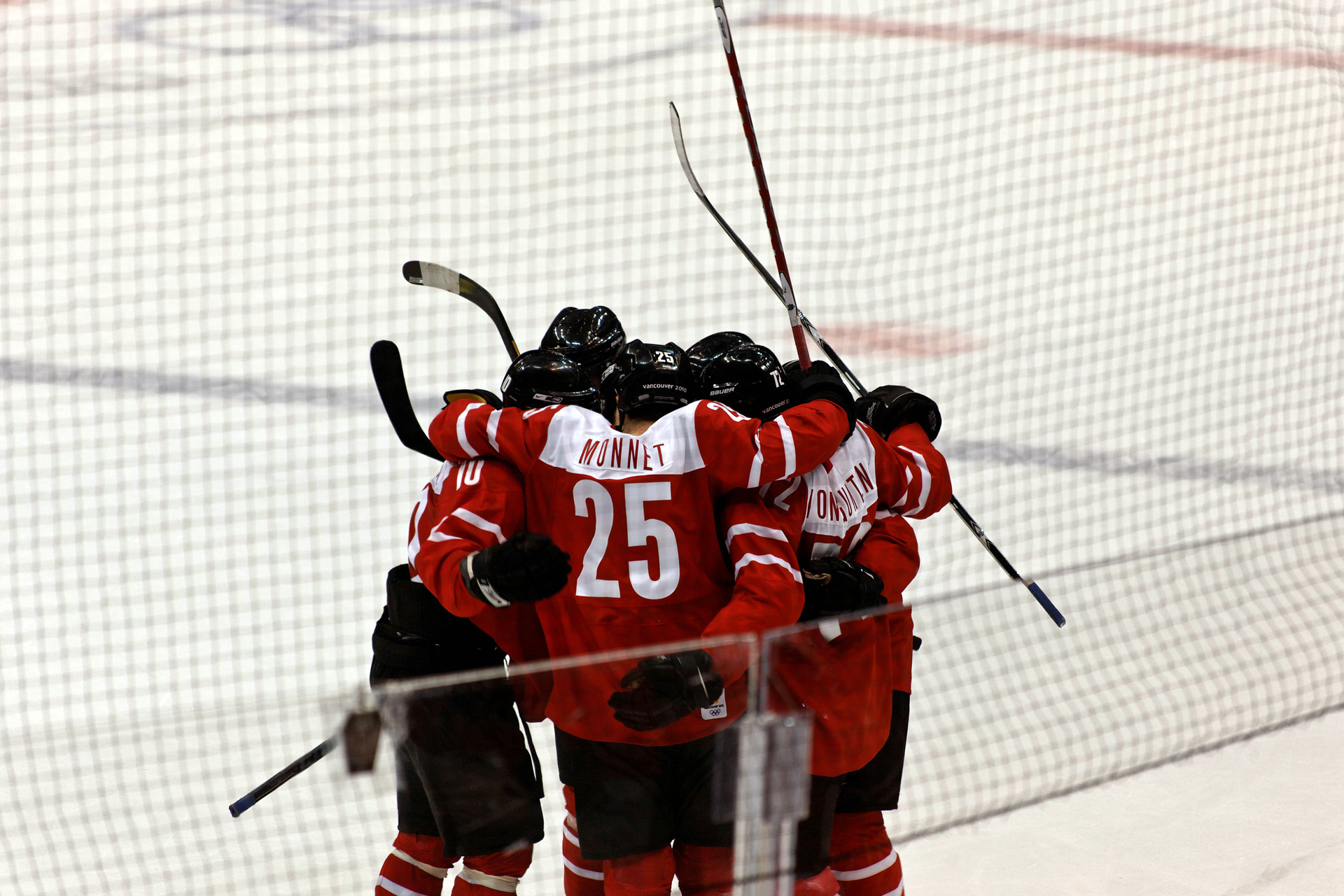
Equipe masculina comemora após marcar um gol.

## Medalhas
| Atleta                                                           | Esporte             | Evento                   | Medalha |
| ---------------------------------------------------------------- | ------------------- | ------------------------ | ------- |
| Simon Ammann                                                     | Salto de esqui      | Pista normal individual  | Ouro    |
| Dario Cologna                                                    | Esqui cross-country | 15 km livre masculino    | Ouro    |
| Didier Défago                                                    | Esqui alpino        | Downhill masculino       | Ouro    |
| Simon Ammann                                                     | Salto de esqui      | Pista longa individual   | Ouro    |
| Michael Schmid                                                   | Esqui estilo livre  | Ski cross masculino      | Ouro    |
| Carlo Janka                                                      | Esqui alpino        | Slalom gigante masculino | Ouro    |
| Olivia Nobs                                                      | Snowboard           | Snowboard cross feminino | Bronze  |
| Silvan Zurbriggen                                                | Esqui alpino        | Combinado masculino      | Bronze  |
| Ralph Stöckli Jan Hauser Markus Eggler Simon Strübin Toni Müller | Curling             | Masculino                | Bronze  |

## Desempenho

### Biatlo
Feminino
| Atleta          | Evento      | Final   | Final       | Final   |
| Atleta          | Evento      | Tempo   | Penalidades | Posição |
| --------------- | ----------- | ------- | ----------- | ------- |
| Selina Gasparin | Velocidade  | 22:23.4 | 4 (2+2)     | 56º     |
| Selina Gasparin | Perseguição | 35:53.5 | 5 (2+1+1+1) | 48º     |
| Selina Gasparin | Individual  | 45:23.6 | 3 (0+1+0+2) | 40º     |

Masculino
| Atleta                                                        | Evento              | Final     | Final       | Final   |
| Atleta                                                        | Evento              | Tempo     | Penalidades | Posição |
| ------------------------------------------------------------- | ------------------- | --------- | ----------- | ------- |
| Thomas Frei                                                   | Velocidade          | 25:36.9   | 0 (0+0)     | 13º     |
| Thomas Frei                                                   | Perseguição         | 34:56.4   | 1 (0+1+0+0) | 12º     |
| Thomas Frei                                                   | Individual          | 51:03.4   | 2 (1+0+0+1) | 16º     |
| Thomas Frei                                                   | Largada coletiva    | 37:12.9   | 2 (0+1+1+0) | 24º     |
| Simon Hallenbarter                                            | Velocidade          | 25:48.3   | 2 (2+0)     | 16º     |
| Simon Hallenbarter                                            | Perseguição         | 37:07.9   | 6 (1+2+1+2) | 43º     |
| Simon Hallenbarter                                            | Individual          | 53:18.4   | 5 (1+0+1+3) | 43º     |
| Matthias Simmen                                               | Velocidade          | 26:11.5   | 1 (1+0)     | 26º     |
| Matthias Simmen                                               | Perseguição         | 35:55.0   | 1 (3+0+0+0) | 28º     |
| Matthias Simmen                                               | Individual          | 53:05.7   | 4 (1+1+2+0) | 39º     |
| Benjamin Weger                                                | Velocidade          | 27:43.6   | 3 (3+0)     | 69º     |
| Benjamin Weger                                                | Individual          | 54:20.3   | 5 (1+1+2+1) | 55º     |
| Thomas Frei Matthias Simmen Benjamin Weger Simon Hallenbarter | Revezamento 4x7,5km | 1:24:36.8 | 0+2 0+7     | 9º      |

### Bobsleigh
Feminino
| Atleta                          | Evento | Final      | Final      | Final      | Final      | Final   | Final |
| Atleta                          | Evento | 1ª corrida | 2ª corrida | 3ª corrida | 4ª corrida | Total   | Pos.  |
| ------------------------------- | ------ | ---------- | ---------- | ---------- | ---------- | ------- | ----- |
| Sabrina Hafner Caroline Spahni  | Duplas | 54.18      | 54.70      | 53.87      | 54.09      | 3:36.84 | 12º   |
| Fabienne Meyer Hannelore Schenk | Duplas | 54.04      | 54.27      | 54.00      | 53.82      | 3:36.13 | 10º   |

Masculino
| Atleta                                             | Evento  | Final      | Final      | Final      | Final      | Final   | Final |
| Atleta                                             | Evento  | 1ª corrida | 2ª corrida | 3ª corrida | 4ª corrida | Total   | Pos.  |
| -------------------------------------------------- | ------- | ---------- | ---------- | ---------- | ---------- | ------- | ----- |
| Ivo Rüegg Cédric Grand                             | Duplas  | 51.76      | 52.18      | 51.92      | 51.99      | 3:27.85 | 4º    |
| Ivo Rüegg Beat Hefti Thomas Lamparter Cédric Grand | Equipes | 51.31      | 51.13      | 51.70      | 51.57      | 3:25.71 | 6º    |

### Combinado nórdico
| Atleta                                          | Evento            | Salto de esqui | Salto de esqui | Cross-country | Cross-country | Cross-country |
| Atleta                                          | Evento            | Pts            | Pos.           | Déficit       | Tempo         | Pos.          |
| ----------------------------------------------- | ----------------- | -------------- | -------------- | ------------- | ------------- | ------------- |
| Ronny Heer                                      | Pista normal 10km | 116.5          | 21°            | +1:16         | +38.1         | 11º           |
| Ronny Heer                                      | Pista longa 10km  | 96.0           | 24º            | +2:04         | +2:16.6       | 22º           |
| Tommy Schmid                                    | Pista normal 10km | 115.0          | 26°            | +1:22         | +3:13.4       | 40º           |
| Tommy Schmid                                    | Pista longa 10km  | 108.5          | 15º            | +1:14         | +1:52.8       | 16º           |
| Seppi Hurschler                                 | Pista normal 10km | 109.0          | 34°            | +1:46         | +1.39.5       | 29º           |
| Seppi Hurschler                                 | Pista longa 10km  | 82.3           | 38º            | +2:59         | +3:11.0       | 31º           |
| Tim Hug                                         | Pista normal 10km | 108.0          | 36°            | +1:50         | +2:07.0       | 35º           |
| Tim Hug                                         | Pista longa 10km  | 82.5           | 37º            | +2:58         | +3:27.4       | 33º           |
| Tim Hug Seppi Hurschler Tommy Schmid Ronny Heer | Equipes           | 436.6          | 9°             | +1:34         | +4:18.2       | 9º            |

### Curling
Feminino
| Equipe                                                            | Primeira fase | Primeira fase | Semifinal              | Final                                | Pos. |
| Equipe                                                            | Adversário e resultado | Pos.          | Adversário e resultado | Adversário e resultado               | Pos. |
| ----------------------------------------------------------------- | --- | ------------- | ---------------------- | ------------------------------------ | ---- |
| Mirjam Ott Carmen Schäfer Carmen Küng Janine Greiner Irene Schori | CAN Canadá D 4–5 SWE Suécia D 7–8 CHN China D 6–8 RUS Rússia V 8–5 DEN Dinamarca V 8–7 GBR Grã-Bretanha V 10–6 JPN Japão V 10–4 GER Alemanha V 4–2 USA Estados Unidos V 10–3 | 4º            | CAN Canadá D 5–6       | Disputa pelo bronze CHN China D 6–12 | 4º   |

Masculino
| Equipe                                                           | Primeira fase | Primeira fase | Play-off               | Semifinal              | Final                  | Pos.              |
| Equipe                                                           | Adversário e resultado | Pos.          | Adversário e resultado | Adversário e resultado | Adversário e resultado | Pos.              |
| ---------------------------------------------------------------- | --- | ------------- | ---------------------- | ---------------------- | ---------------------- | ----------------- |
| Ralph Stöckli Jan Hauser Markus Eggler Simon Strübin Toni Müller | DEN Dinamarca V 6–5 USA Estados Unidos V 7–6 GBR Grã-Bretanha V 4–3 NOR Noruega D 4–7 GER Alemanha D 6–7 CHN China V 9–5 CAN Canadá D 4–6 SWE Suécia V 7–3 FRA França V 6–2 | 3º            |                        | NOR Noruega D 5–7      | SWE Suécia V 5–4       | Medalha de bronze |

### Esqui alpino
Feminino
| Atleta          | Evento         | Corrida 1 | Corrida 2 | Total   | Pos. |
| --------------- | -------------- | --------- | --------- | ------- | ---- |
| Andrea Dettling | Combinado      | 1:26.28   | 48.16     | 2:14.44 | 23º  |
| Andrea Dettling | Slalom gigante | DNF       | DNF       | DNF     | DNF  |
| Andrea Dettling | Super-G        |           |           | 1:22.03 | 12º  |
| Dominique Gisin | Downhill       |           |           | DNF     | DNF  |
| Nadja Kamer     | Downhill       |           |           | 1:48.14 | 19º  |
| Nadja Kamer     | Combinado      | DNF       | DNF       | DNF     | DNF  |
| Nadja Kamer     | Super-G        |           |           | DNF     | DNF  |
| Nadia Styger    | Downhill       |           |           | 1:47.22 | 12º  |
| Nadia Styger    | Super-G        |           |           | 1:21.25 | 6º   |
| Fabienne Suter  | Downhill       |           |           | 1:46.17 | 5º   |
| Fabienne Suter  | Combinado      | 1:25.29   | 45.56     | 2:10.85 | 6º   |
| Fabienne Suter  | Slalom gigante | 1:15.97   | 1:11.55   | 2:27.52 | 4º   |
| Fabienne Suter  | Super-G        |           |           | 1:22.16 | 13º  |

Masculino
| Atleta              | Evento         | Corrida 1 | Corrida 2 | Total   | Pos.              |
| ------------------- | -------------- | --------- | --------- | ------- | ----------------- |
| Marc Berthod        | Slalom         | DNF       | DNF       | DNF     | DNF               |
| Marc Berthod        | Slalom gigante | 1:19.00   | 1:23.10   | 2:42.10 | 29º               |
| Didier Cuche        | Downhill       |           |           | 1:54.67 | 6º                |
| Didier Cuche        | Slalom gigante | 1:18.75   | 1:20.70   | 2:39.45 | 14º               |
| Didier Cuche        | Super-G        |           |           | 1:31.06 | 10º               |
| Didier Défago       | Downhill       |           |           | 1:54.31 | Medalha de ouro   |
| Didier Défago       | Combinado      | 1:53.69   | DNF       | DNF     | DNF               |
| Didier Défago       | Super-G        |           |           | 1:31.43 | 15º               |
| Marc Gini           | Slalom         | 49.94     | 51.41     | 1:41.35 | 15º               |
| Tobias Grünenfelder | Super-G        |           |           | 1:30.90 | 9º                |
| Ambrosi Hoffman     | Downhill       |           |           | 1:56.04 | 23º               |
| Carlo Janka         | Downhill       |           |           | 1:55.02 | 11º               |
| Carlo Janka         | Combinado      | 1:53.65   | 51.89     | 2:45.54 | 4º                |
| Carlo Janka         | Slalom gigante | 1:17.27   | 1:20.56   | 2:37.83 | Medalha de ouro   |
| Carlo Janka         | Super-G        |           |           | 1:30.83 | 8º                |
| Sandro Viletta      | Combinado      | 1:55.72   | 52.47     | 2:48.19 | 14º               |
| Sandro Viletta      | Slalom         | 49.85     | DSQ       | DSQ     | DSQ               |
| Sandro Viletta      | Slalom gigante | 1:18.37   | 1:21.17   | 2:39.54 | 15º               |
| Silvan Zurbriggen   | Combinado      | 1:53.88   | 51.44     | 2:45.32 | Medalha de bronze |
| Silvan Zurbriggen   | Slalom         | 48.78     | 52.05     | 1:40.83 | 12º               |

### Esqui cross-country
Feminino
| Atleta                        | Evento                 | Qualificatória | Qualificatória | Quartas-de-final | Quartas-de-final | Semifinal   | Semifinal   | Final       | Final       |
| Atleta                        | Evento                 | Tempo          | Pos.           | Tempo            | Pos.             | Tempo       | Pos.        | Tempo       | Pos.        |
| ----------------------------- | ---------------------- | -------------- | -------------- | ---------------- | ---------------- | ----------- | ----------- | ----------- | ----------- |
| Laurence Rochat               | Perseguição combinada  |                |                |                  |                  |             |             | DNF         | DNF         |
| Doris Trachsel                | Velocidade             | 3:50.85        | 30º            | 3:44.7           | 6º               | Não avançou | Não avançou | Não avançou | Não avançou |
| Silvana Bucher Bettina Gruber | Velocidade por equipes |                |                |                  |                  | 20:04.6     | 9º          | Não avançou | Não avançou |

Masculino
| Atleta                                             | Evento                 | Qualificatória | Qualificatória | Quartas-de-final | Quartas-de-final | Semifinal   | Semifinal   | Final       | Final           |
| Atleta                                             | Evento                 | Tempo          | Pos.           | Tempo            | Pos.             | Tempo       | Pos.        | Tempo       | Pos.            |
| -------------------------------------------------- | ---------------------- | -------------- | -------------- | ---------------- | ---------------- | ----------- | ----------- | ----------- | --------------- |
| Dario Cologna                                      | 15 km livre            |                |                |                  |                  |             |             | 33:36.3     | Medalha de ouro |
| Dario Cologna                                      | Perseguição combinada  |                |                |                  |                  |             |             | 1:16:12.2   | 13º             |
| Dario Cologna                                      | Largada coletiva       |                |                |                  |                  |             |             | 2:05:47.5   | 10º             |
| Toni Livers                                        | 15 km livre            |                |                |                  |                  |             |             | 34:43.3     | 12º             |
| Toni Livers                                        | Perseguição combinada  |                |                |                  |                  |             |             | 1:17:26.0   | 22º             |
| Remo Fischer                                       | 15 km livre            |                |                |                  |                  |             |             | 34:51.1     | 15º             |
| Remo Fischer                                       | Perseguição combinada  |                |                |                  |                  |             |             | 1:22:52.1   | 44º             |
| Curdin Perl                                        | 15 km livre            |                |                |                  |                  |             |             | 34:51.8     | 17º             |
| Curdin Perl                                        | Perseguição combinada  |                |                |                  |                  |             |             | 1:17:05.0   | 20º             |
| Christoph Eigenman                                 | Velocidade             | 3:42.18        | 34º            | Não avançou      | Não avançou      | Não avançou | Não avançou | Não avançou | Não avançou     |
| Valerio Leccardi                                   | Velocidade             | 3:42.84        | 38º            | Não avançou      | Não avançou      | Não avançou | Não avançou | Não avançou | Não avançou     |
| Peter von Allmen                                   | Velocidade             | 3:46.16        | 43º            | Não avançou      | Não avançou      | Não avançou | Não avançou | Não avançou | Não avançou     |
| Eligius Tambornino                                 | Velocidade             | 3:48.33        | 49º            | Não avançou      | Não avançou      | Não avançou | Não avançou | Não avançou | Não avançou     |
| Eligius Tambornino Dario Cologna                   | Velocidade por equipes |                |                |                  |                  | 18:54.6     | 6º          | Não avançou | Não avançou     |
| Toni Livers Curdin Perl Remo Fischer Dario Cologna | Revezamento 4x10km     |                |                |                  |                  |             |             | 1:47:57.2   | 10º             |

### Esqui estilo livre
Feminino
| Atleta        | Evento  | Preliminar | Preliminar | Final       | Final       |
| Atleta        | Evento  | Pontos     | Pos.       | Pontos      | Pos.        |
| ------------- | ------- | ---------- | ---------- | ----------- | ----------- |
| Evelyne Leu   | Aerials | 155.50     | 16º        | Não avançou | Não avançou |
| Tanja Schärer | Aerials | 125.73     | 19º        | Não avançou | Não avançou |

| Atleta            | Evento    | Preliminar | Preliminar | Oitavas     | Quartas     | Semifinal   | Final       | Final       |
| Atleta            | Evento    | Tempo      | Pos.       | Posição     | Posição     | Posição     | Posição     | Pos.        |
| ----------------- | --------- | ---------- | ---------- | ----------- | ----------- | ----------- | ----------- | ----------- |
| Sanna Lüdi        | Ski cross | 1:32.87    | 35º        | Não avançou | Não avançou | Não avançou | Não avançou | Não avançou |
| Katrin Müller     | Ski cross | 1:18.92    | 9º         | DNF         | Não avançou | Não avançou | Não avançou | Não avançou |
| Fanny Smith       | Ski cross | 1:17.38    | 3º         | 1º          | 2º          | 3º          | Não avançou | Não avançou |
| Franziska Steffen | Ski cross | 1:22.32    | 29º        | DNF         | Não avançou | Não avançou | Não avançou | Não avançou |

Masculino
| Atleta            | Evento  | Preliminar | Preliminar | Final       | Final       |
| Atleta            | Evento  | Pontos     | Pos.       | Pontos      | Pos.        |
| ----------------- | ------- | ---------- | ---------- | ----------- | ----------- |
| Christian Hächler | Aerials | 207.25     | 16º        | Não avançou | Não avançou |
| Andreas Isoz      | Aerials | 214.18     | 14º        | Não avançou | Não avançou |
| Thomas Lambert    | Aerials | 238.33     | 3º         | 210.90      | 12º         |
| Renato Ulrich     | Aerials | 200.41     | 18º        | Não avançou | Não avançou |

| Atleta            | Evento    | Preliminar | Preliminar | Oitavas | Quartas     | Semifinal   | Final       | Final           |
| Atleta            | Evento    | Tempo      | Pos.       | Posição | Posição     | Posição     | Posição     | Pos.            |
| ----------------- | --------- | ---------- | ---------- | ------- | ----------- | ----------- | ----------- | --------------- |
| Beni Hofer        | Ski cross | 1:16.18    | 31º        | 4º      | Não avançou | Não avançou | Não avançou | Não avançou     |
| Conradign Netzer  | Ski cross | 1:13.91    | 14º        | 3º      | Não avançou | Não avançou | Não avançou | Não avançou     |
| Michael Schmid    | Ski cross | 1:12.53    | 1º         | 1º      | 1º          | 1º          | 1º          | Medalha de ouro |
| Richard Spalinger | Ski cross | 1:15.12    | 27º        | 2º      | 4º          | Não avançou | Não avançou | Não avançou     |

### Hóquei no gelo
Feminino
| Equipe | Equipe | Fase de grupos                                          | Fase de grupos | Semifinal                           | Final                                  | Pos. |
| Equipe | Equipe | Adversário e resultado                                  | Pos.           | Adversário e resultado              | Adversário e resultado                 | Pos. |
| --- | --- | ------------------------------------------------------- | -------------- | ----------------------------------- | -------------------------------------- | ---- |
| Sophie Anthamatten Florence Schelling Dominique Slongo Laura Benz Angela Frautschi Julia Marty Lucrèce Nussbaum Claudia Riechsteiner Sandra Thalmann Stefanie Wyss Sara Benz | Nicole Bullo Melanie Häfliger Kathrin Lehmann Darcia Leimgruber Stefanie Marty Christine Meier Katrin Nabholz Laura Ruhnke Anja Stiefel Sabrina Zollinger | SWE Suécia D 0–3 CAN Canadá D 1–10 SVK Eslováquia V 5–2 | 3º (Gr. A)     | Classificação 5º-8º CHN China V 6–0 | Disputa pelo 5º lugar RUS Rússia V 2–1 | 5º   |

Masculino
| Equipe | Equipe | Fase de grupos                                              | Fase de grupos | Play-off               | Quartas-de-final         | Semifinal              | Final                  | Pos.        |
| Equipe | Equipe | Adversário e resultado                                      | Pos.           | Adversário e resultado | Adversário e resultado   | Adversário e resultado | Adversário e resultado | Pos.        |
| --- | --- | ----------------------------------------------------------- | -------------- | ---------------------- | ------------------------ | ---------------------- | ---------------------- | ----------- |
| Ronnie Rüeger Jonas Hiller Tobias Stephan Philippe Furrer Severin Blindenbacher Rafael Diaz Roman Josi Luca Sbisa Mathias Seger Mark Streit Yannick Weber Andres Ambühl | Thomas Déruns Hnat Domenichelli Sandy Jeannin Thibaut Monnet Thierry Paterlini Martin Plüss Romano Lemm Ivo Rüthemann Raffaele Sannitz Julien Sprunger Roman Wick | USA Estados Unidos D 1–3 CAN Canadá D 2–3 NOR Noruega V 5–4 | 3º (Gr. A)     | BLR Bielorrússia V 3–2 | USA Estados Unidos D 0–2 | Não avançou            | Não avançou            | Não avançou |

### Luge
Feminino
| Atleta         | Evento     | Final      | Final      | Final      | Final      | Final    | Final |
| Atleta         | Evento     | 1ª corrida | 2ª corrida | 3ª corrida | 4ª corrida | Total    | Pos.  |
| -------------- | ---------- | ---------- | ---------- | ---------- | ---------- | -------- | ----- |
| Martina Kocher | Individual | 42.005     | 41.697     | 41.976     | 41.897     | 2:47.575 | 7º    |

Masculino
| Atleta         | Evento     | Final      | Final      | Final      | Final      | Final    | Final |
| Atleta         | Evento     | 1ª corrida | 2ª corrida | 3ª corrida | 4ª corrida | Total    | Pos.  |
| -------------- | ---------- | ---------- | ---------- | ---------- | ---------- | -------- | ----- |
| Stefan Höhener | Individual | 48.728     | 53.838     | 49.559     | 48.713     | 3:20.838 | 32º   |

### Patinação artística
| Atleta                      | Evento               | Programa curto | Programa curto | Programa longo | Programa longo | Total  | Total |
| Atleta                      | Evento               | Pontos         | Pos.           | Pontos         | Pos.           | Pontos | Pos.  |
| --------------------------- | -------------------- | -------------- | -------------- | -------------- | -------------- | ------ | ----- |
| Sarah Meier                 | Individual feminino  | 56.70          | 15º            | 96.11          | 14º            | 152.81 | 15º   |
| Stéphane Lambiel            | Individual masculino | 84.63          | 5º             | 162.09         | 3º             | 246.72 | 4º    |
| Anaïs Morand Antoine Dorsaz | Duplas               | 55.34          | 13º            | 89.08          | 17º            | 144.42 | 15º   |

### Patinação de velocidade
Masculino
| Atleta          | Evento      | Final   | Final |
| Atleta          | Evento      | Tempo   | Pos.  |
| --------------- | ----------- | ------- | ----- |
| Roger Schneider | 5000 metros | 6:39.29 | 24º   |

### Salto de esqui
| Atleta         | Evento                  | Preliminar | Preliminar | 1ª rodada | 1ª rodada | Final       | Final       | Final           |
| Atleta         | Evento                  | Pontos     | Pos.       | Pontos    | Pos.      | Pontos      | Total       | Pos.            |
| -------------- | ----------------------- | ---------- | ---------- | --------- | --------- | ----------- | ----------- | --------------- |
| Simon Ammann   | Pista normal individual | PQ         | PQ         | 135.5     | 1º        | 141.0       | 276.5       | Medalha de ouro |
| Simon Ammann   | Pista longa individual  | PQ         | PQ         | 144.7     | 1º        | 138.9       | 283.6       | Medalha de ouro |
| Andreas Küttel | Pista normal individual | 120.5      | 23º        | 110.0     | 35º       | Não avançou | Não avançou | Não avançou     |
| Andreas Küttel | Pista longa individual  | 122.5      | 20º        | 105.2     | 22º       | 99.7        | 204.9       | 24º             |

### Skeleton
| Atleta        | Evento    | Corrida 1 | Corrida 2 | Corrida 3 | Corrida 4 | Total   | Pos. |
| ------------- | --------- | --------- | --------- | --------- | --------- | ------- | ---- |
| Maya Pedersen | Feminino  | 54.53     | 54.83     | 54.24     | 53.91     | 3:37.51 | 9º   |
| Pascal Oswald | Masculino | 53.77     | 53.68     | 53.00     | 53.30     | 3:33.75 | 16º  |

### Snowboard
Halfpipe
| Atleta              | Evento    | Qualificatória | Qualificatória | Qualificatória | Semifinal   | Semifinal   | Semifinal   | Final       | Final       | Final       |
| Atleta              | Evento    | Corrida 1      | Corrida 2      | Pos.           | Corrida 1   | Corrida 2   | Pos.        | Corrida 1   | Corrida 2   | Pos.        |
| ------------------- | --------- | -------------- | -------------- | -------------- | ----------- | ----------- | ----------- | ----------- | ----------- | ----------- |
| Ursina Haller       | Feminino  | 28.3           | 31.9           | 13º            | 35.4        | 31.9        | 6º          | 27.9        | 18.1        | 9º          |
| Manuela Pesko       | Feminino  | 12.2           | 17.5           | 25º            | Não avançou | Não avançou | Não avançou | Não avançou | Não avançou | Não avançou |
| Markus Keller       | Masculino | 13.6           | 20.4           | 13º            | Não avançou | Não avançou | Não avançou | Não avançou | Não avançou | Não avançou |
| Christian Haller    | Masculino | 8.0            | 16.0           | 17º            | Não avançou | Não avançou | Não avançou | Não avançou | Não avançou | Não avançou |
| Iouri Podladtchikov | Masculino | 36.3           | 41.4           | 3º QF          |             |             |             | 42.4        | 17.6        | 4º          |
| Sergio Berger       | Masculino | 7.3            | 26.2           | 14º            | Não avançou | Não avançou | Não avançou | Não avançou | Não avançou | Não avançou |

Slalom gigante paralelo
| Atleta              | Evento    | Preliminar | Preliminar | Oitavas                 | Quartas             | Semifinal                       | Final                           | Final       |
| Atleta              | Evento    | Tempo      | Pos.       | Adversário Tempo        | Adversário Tempo    | Adversário Tempo                | Adversário Tempo                | Pos.        |
| ------------------- | --------- | ---------- | ---------- | ----------------------- | ------------------- | ------------------------------- | ------------------------------- | ----------- |
| Fränzi Mägert-Kohli | Feminino  | 1:50.76    | 28º        | Não avançou             | Não avançou         | Não avançou                     | Não avançou                     | Não avançou |
| Simon Schoch        | Masculino | 1:16.95    | 3º         | GER P. Bussler V -22.06 | RUS S. Detkov D DSQ | Consolação SLO R. Flander V DNS | Consolação SLO Ž. Košir V -0.92 | 5º          |
| Nevin Galmarini     | Masculino | 1:18.86    | 17º        | Não avançou             | Não avançou         | Não avançou                     | Não avançou                     | Não avançou |
| Marc Iselin         | Masculino | 1:19.16    | 19º        | Não avançou             | Não avançou         | Não avançou                     | Não avançou                     | Não avançou |
| Roland Haldi        | Masculino | 1:19.51    | 20º        | Não avançou             | Não avançou         | Não avançou                     | Não avançou                     | Não avançou |

Snowboard cross
| Atleta         | Evento    | Preliminar | Preliminar | Oitavas | Quartas | Semifinal   | Final            | Final             |
| Atleta         | Evento    | Tempo      | Pos.       | Posição | Posição | Posição     | Posição          | Pos.              |
| -------------- | --------- | ---------- | ---------- | ------- | ------- | ----------- | ---------------- | ----------------- |
| Mellie Francon | Feminino  | 1:24.43    | 1º         |         | 1º      | 4º          | Pequena final 3º | 7º                |
| Olivia Nobs    | Feminino  | 1:26.25    | 4º         |         | 1º      | 2º          | 3º               | Medalha de bronze |
| Simona Meiler  | Feminino  | 1:27.94    | 9º         |         | 3º      | Não avançou | Não avançou      | Não avançou       |
| Sandra Frei    | Feminino  | 1:29.46    | 11º        |         | 4º      | Não avançou | Não avançou      | Não avançou       |
| Fabio Caduff   | Masculino | 1:22.78    | 16º        | 2º      | 3º      | Não avançou | Não avançou      | Não avançou       |

Legenda
| Recorde mundial      | Recorde mundial (World record)               |                       | Recorde africano                      | Recorde africano (African) |                                           | Q | Classificado por posição (Qualified) |
| Recorde olímpico     | Recorde olímpico (Olympic record)            | Recorde da América    | Recorde da América (Americas)         | q                          | Classificado por melhor tempo (Qualified) |   |                                      |
| Melhor marca do ano  | Melhor marca do ano (World leading)          | Recorde asiático      | Recorde asiático (Asian)              | DNS                        | Não largou (Did not start)                |   |                                      |
| Recorde nacional     | Recorde nacional (National record)           | Recorde europeu       | Recorde europeu (European)            | DNF                        | Não terminou (Did not finish)             |   |                                      |
| Recorde pessoal      | Recorde pessoal do atleta (Personal best)    | Recorde da Oceania    | Recorde da Oceania (Oceania)          | DSQ / DQ                   | Desclassificado (Disqualified)            |   |                                      |
| Recorde da temporada | Recorde da temporada do atleta (Season best) | Recorde sul-americano | Recorde sul-americano (South America) | NM                         | Sem marca (No mark)                       |   |                                      |